# Andrea Carlo Ferrari
Andrea Carlo Ferrari (Lalatta di Palanzano, Parma megye, 1850. augusztus 13. – Milánó, 1921. február 2.) Milánó érseke, 1987-ben boldoggá avatták.

## Élete

### Püspökké jelöléséig
Cipészcsalád négy gyermeke egyikeként született, és szerény körülmények között nőtt fel.
1869-ben kezdte Parma szemináriumán katolikus teológiai tanulmányait, és avatták pappá 1873. december 13-án a Parmai egyházmegye kebelében. 1874-től Fornovo di Taro segédlelkészeként szolgált. 1875-ben nevezték ki kancellárrá, a szemináriumban, ahol ő is nevelkedett, miközben fizikát és matematikát is tanított. 1877-től rektorként a dogmatika, 1878-tól az erkölcstan tanáraként működött. 1882-ben teológiai doktorátust szerzett. 1883-ban az erkölcsi teológia professzora lett a Parmai Egyetem Teológiai Karán is.

### Püspökké kinevezésétől az első világháborúig
1890. június 23-án XIII. Leó pápa kinevezte guastallai püspökké. Püspöki koordinációt kapott június 29-én Lucido Maria bíborostól Rómába. Már 1891-ben elhagyta az egyházmegyét, és június 1-jén a Comói egyházmegye püspökének nevezték ki. 1894. május 18-án felvételt nyert a Kardinálisok Kollégiumába. Három nappal később nevezték ki érsek a Milánói főegyházmegye érsekének, címtemploma a Sant’Anastasia volt. 1903-ban és 1914-ben részt vett a konklávén. Ferrari érsekének kinevezése alkalmából Ferrari bíboros másodlagos névként felvette a Carlo keresztnevet, Borromei Szent Károly tiszteletére. Elődjéhez, Luigi Nazari di Calabianahoz hasonlóan, kompromisszumos politikát folytatott, amely kritikát hozott neki a konzervatív oldalon. Szintén a szemináriumok képzése során az 1896-ban alapított új egyetemen hozott újításokat, többek között Monzában és Seregnóban. 1898-ban Milánóban a sajtó által szított felkelés tört ki. Leó pápa megvédte Ferrarit, aki képes volt folytatni tevékenységét. Mindazonáltal a milánói papságon belül elkülönült, de hű maradt a vonalához.

## Konfliktusai a modernizmus ellen
X. Piusz pápa bizalmatlansága ellenére, különösen az anti-modernista politikája ellenére, a Pascendi Dominici Gregis 1907-es enciklika megjelenése után is képviselte a pápai vonalat. Már 1905-ben azzal vádolták, hogy a modernista tendenciákat képviseli, ami Luigi Canali Curia püspök látogatásához vezetett. Ezt a folyamatot 1911-ben megismételték, és Ferrari éles figyelmeztetést kapott az angol nyelv használata miatt. 

## Az első világháború alatt, 1921-ig

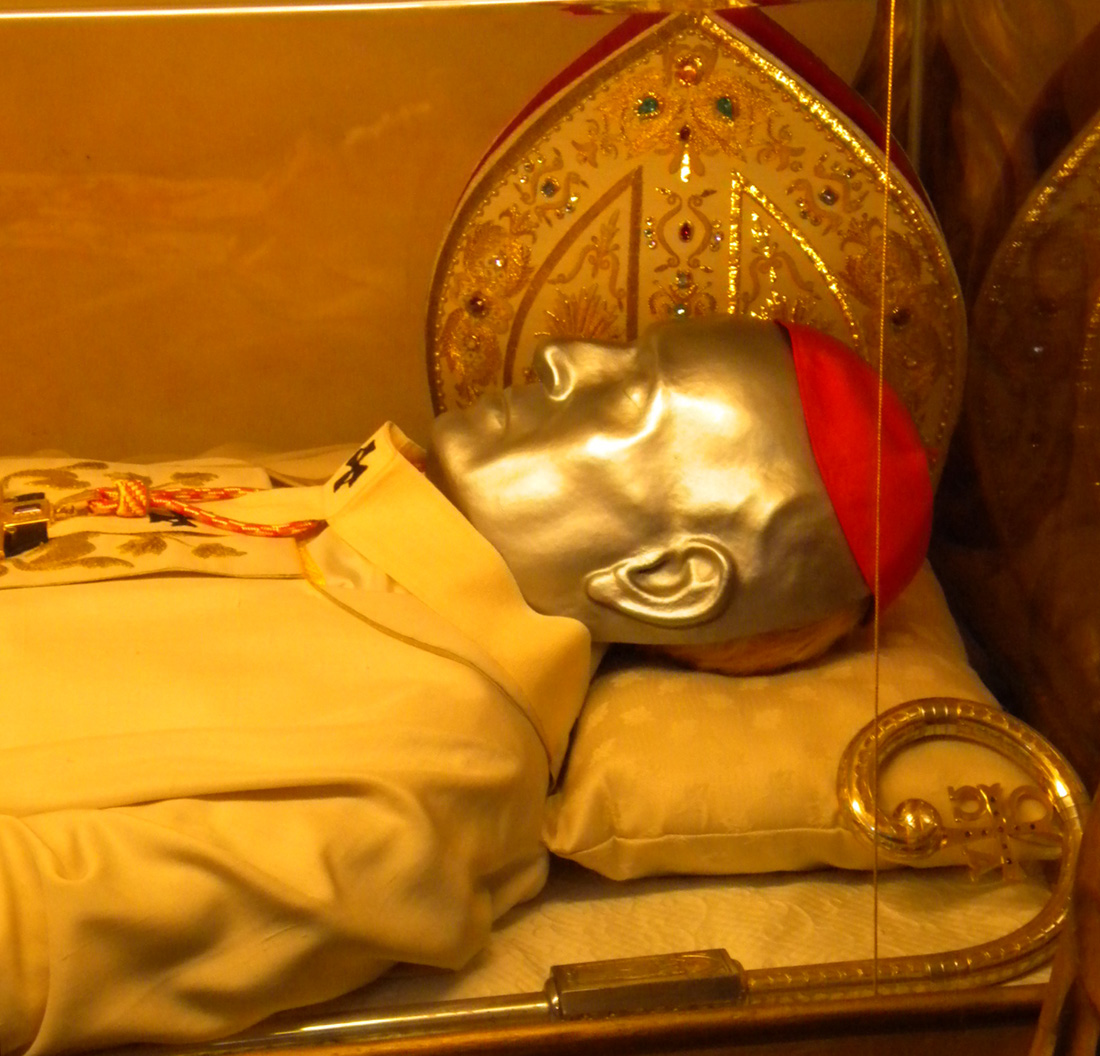
Sírja a Milánói dómban

Az első világháború 1914-es kitörése után Ferrari bíboros két lelkipásztori levelet adott ki, amelyekben határozottan elítélte a háborút. Háborús menekülteknek 1918 februárjában menhelyet alapított, az Actio Catholica női ifjúsági tagozatával, XV. Benedek pápa engedélyével, amely egész Olaszországban működött. A háború után támogatta a jótékonysági szervezeteket, különösen a Casa del Popolót (a későbbi Opera Cardinale Ferrarit) és a Szent Szív Katolikus Egyetemet. Az utóbbit 1920-ban XV-ként kanonizálták.

## Halála
Ferrari bíboros 1921. február 2-án halt meg gégerákban, amiben 1918 óta szenvedett. A Milánói dómban van eltemetve.

### Egyéb
Andrea Carlo Ferrari a Jeruzsálemi Szent Sír Lovagrend Nagykeresztjének lovagja volt.

## Boldoggá avatása
Beatifikációját 1951-ben (boldog) Alfredo Ildefonso Schuster bíboros kezdeményezte. VI. Pál pápa 1976-ban elismerte a hősi erényeit. 1987. május 10-én II. János Pál pápa avatta boldoggá.

## Külső hivatkozások
- Hagiography Circle
- Catholic Online
- Catholic Hierarchy

## Fordítás
- Ez a szócikk részben vagy egészben  az   Andrea Carlo Ferrari című német Wikipédia-szócikk ezen változatának fordításán alapul.  Az eredeti cikk szerkesztőit annak laptörténete sorolja fel. Ez a jelzés csupán a megfogalmazás eredetét és a szerzői jogokat jelzi, nem szolgál a cikkben szereplő információk forrásmegjelöléseként.
- Ez a szócikk részben vagy egészben  az   Andrea Carlo Ferrari című angol Wikipédia-szócikk ezen változatának fordításán alapul.  Az eredeti cikk szerkesztőit annak laptörténete sorolja fel. Ez a jelzés csupán a megfogalmazás eredetét és a szerzői jogokat jelzi, nem szolgál a cikkben szereplő információk forrásmegjelöléseként.